# باداچونی
باداچونی (به مجاری: Badacsony) منطقه‌ای شامل یک بیوت در مجارستان است که در ناحیه تاپولتسا واقع شده‌است.